# Le Veau d'or (roman)
Pour les articles homonymes, voir Veau d'or (homonymie).
Le Veau d'or (en russe : Золотой телёнок, Zolotoï telenok) est un roman satirique des auteurs soviétiques Ilf et Petrov publié en 1931.
Le personnage principal est le sympathique escroc Ostap Bender apparu dans un roman précédent, Les Douze Chaises. Le titre est une allusion au veau d'or de la Bible.

## Personnages
- Ostap Bender[1].
- Choura Balaganov : « fils aîné du lieutenant Schmidt », petit escroc en cheville avec Ostap Bender.
- Adam Casimirovitch Kozlewicz : ancien voleur reconverti en chauffeur de taxi.
- Mikhaïl Samuelévitch Panikovski : autre « fils du lieutenant Schmidt ».

## Adaptation
Le roman a été adapté à plusieurs reprises, notamment dans un film soviétique de Mikhaïl Schweitzer sorti en 1968, avec Sergueï Iourski dans le rôle d'Ostap Bender.

## Édition française
- Ilf et Petrov (trad. du russe par Alain Préchac, préf. Alain Préchac), Le Veau d'or, Lyon, Parangon, coll. « Littérature étrangère », 2013, 416 p. (ISBN 978-2841902095)